# Февзи Чакмак (квартал в Багджълар)
„Февзи Чакмак“ (на турски: Fevzi Çakmak) е квартал на Истанбул, разположен в околия Багджълар. Общата му площ е 0,74 км2. Според данни на Адресната система за регистриране на населението (ABPRS) към 2023 г. населението на „Февзи Чакмак“ е 32 703 жители.